# Divšići
 Divšići   (olaszul: Divsici) falu Horvátországban, Isztria megyében. Közigazgatásilag Marčanához tartozik.

## Fekvése
Az Isztria délkeleti részén, Pólától 18 km-re északkeletre, községközpontjától 6 km-re északnyugatra, a Pólából Labinba vezető főúttól 3 km-re nyugatra, aVodnjan–Barban út mellett fekszik.

## Története
A település a 16. század táján keletkezett, amikor a török hódítás elől menekülő dalmáciai és boszniai horvátokkal népesítették be. Templomát a 18. században építették. Iskolájába a környező településekről is jártak gyermekek. 1880-ban 242, 1910-ben 291 lakosa volt. Lakói főként mezőgazdaságból (gabona, gyümölcs és szőlő termesztés) éltek. Az első világháború után a falu Olaszországhoz került. A második világháború után Jugoszlávia része lett. Jugoszlávia felbomlása után 1991-ben a független Horvátország része lett. 2011-ben a falunak 178 lakosa volt.

## Nevezetességei
Szent Vid tiszteletére szentelt temploma a 18. században épült, homlokzata előtt előcsarnokkal, felette kis nyitott harangtoronnyal. Oltárán a védőszentjének szobra áll.

## Lakosság
| Lakosság változása | Lakosság változása | Lakosság változása | Lakosság változása | Lakosság változása | Lakosság változása | Lakosság változása | Lakosság változása | Lakosság változása | Lakosság változása | Lakosság változása | Lakosság változása | Lakosság változása | Lakosság változása | Lakosság változása | Lakosság változása |
| ------------------ | ------------------ | ------------------ | ------------------ | ------------------ | ------------------ | ------------------ | ------------------ | ------------------ | ------------------ | ------------------ | ------------------ | ------------------ | ------------------ | ------------------ | ------------------ |
| 1857               | 1869               | 1880               | 1890               | 1900               | 1910               | 1921               | 1931               | 1948               | 1953               | 1961               | 1971               | 1981               | 1991               | 2001               | 2011               |
| 0                  | 0                  | 242                | 263                | 263                | 291                | 0                  | 0                  | 328                | 279                | 266                | 206                | 180                | 178                | 187                | 178                |